# Louise Otto
Louise Otto (nacida el 30 de agosto de 1896-fecha de la muerte desconocida) nacida en Hamburgo fue una nadadora de estilo libre alemana, que compitió en los Juegos Olímpicos de Estocolmo 1912.
Ganó una medalla de plata en la categoría de relevos junto con sus compañeras de equipo Grete Rosenberg, Waltraud Dressel y Hermine Stindt. Además, compitió en los 100 metros estilo libre femenino, pero fue eliminada en las semifinales.